# Залешаны (деревня)
Залешаны — деревня в гмине Залешаны Сталёвовольского повета Подкарпатского воеводства, Польша. В 1975-98 годах входила в Тарнобжегское воеводство. Находится на шоссе 77.

## История
18 марта 1898 года в Кракове скончался владелец Залешан Франциск Ксаверий Конопка, президент Общества опеки ветеранов восстания 1830-31 года. Он был похоронен на местном кладбище